# Lídia Pereira
Ana Lídia Fernandes Oliveira Pereira (Coimbra, 26 luglio 1991) è un'economista e politica portoghese del Partito Social Democratico. È europarlamentare dal 2019 ed è anche presidente dei Giovani del Partito Popolare Europeo.

## Formazione
Ha conseguito la laurea in economia presso l'Università di Coimbra e un master in studi economici europei presso il Collegio d'Europa.

## Carriera politica
Alle elezioni europee del 2019, Pereira è stata la prima politica a condurre una campagna politica a zero emissioni di carbonio, richiamando l'attenzione sul cambiamento climatico. Al secondo posto della lista, si è distinta come rappresentante di un rinnovamento politico per gli eurodeputati portoghesi. Da quando è entrata al Parlamento europeo, ha ricoperto il ruolo di vicecoordinatrice del suo gruppo parlamentare nella Commissione per i problemi economici e monetari e di membro della Commissione per l'ambiente, la sanità pubblica e la sicurezza alimentare. Nel 2020, è entrata a far parte anche della Sottocommissione per le questioni fiscali. 
Oltre al lavoro nella sua commissione, Pereira è membro dell'intergruppo del Parlamento europeo sui mari, i fiumi, le isole e le zone costiere.